# Белая куропатка
Бе́лая куропа́тка (лат. Lagopus lagopus) — птица из трибы тетеревиных семейства фазановых. Обитатель тундры, тайги и лесов Северного полушария.

## Внешний вид
Длина тела 40—45 см; весит 700—900 г.
Среди остальных курообразных белая куропатка выделяется ярко выраженным сезонным диморфизмом: её окраска различна в зависимости от времени года. Зимнее оперение у неё белое, за исключением чёрных наружных хвостовых перьев, с густо оперёнными ногами.
Весной, в период спаривания у самцов голова и шея приобретают кирпично—коричневый цвет, резко контрастирующий с белым туловищем.
Летом и осенью самец и самка одинаково рыже-бурые или пёстрые (серые с различными поперечными волнами, тёмными пятнами и полосами). Маховые перья белые; ноги и брюхо белые или желтовато-белые. Рисунок представляет значительные индивидуальные изменения.
Самка немного меньше самца, светлее его и раньше его меняет окраску.

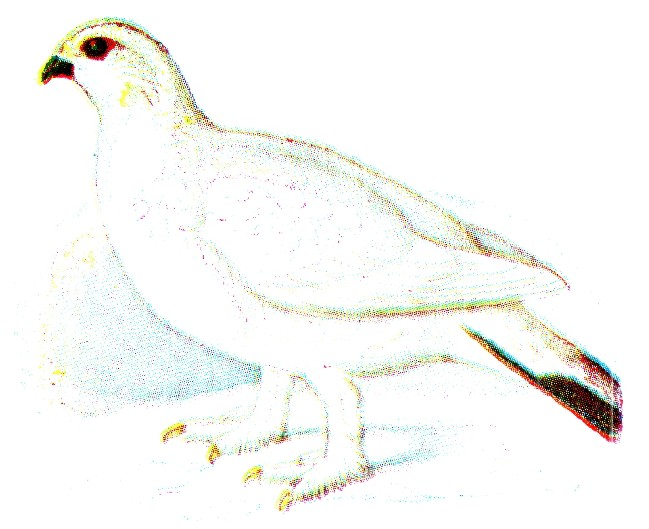
Зимнее оперение
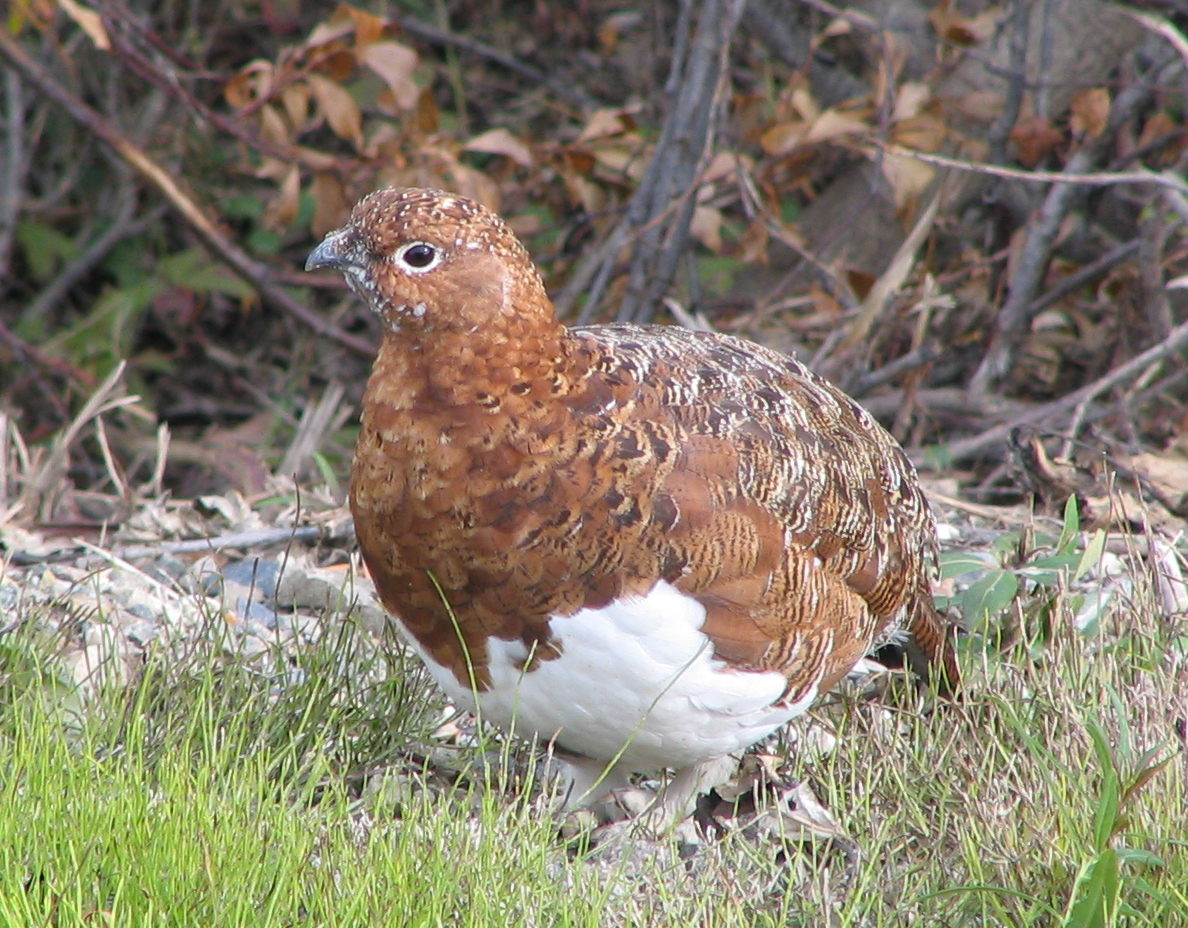
Самец аляскинского подвида (L. l. alascensis) в летнем оперении (Национальный парк Denali, США)
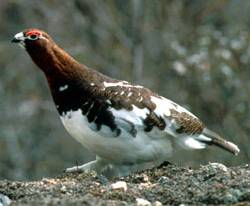
Подвид (L. l. alascensis) в летнем оперении (Национальный парк озера Кларк, США)

## Распространение

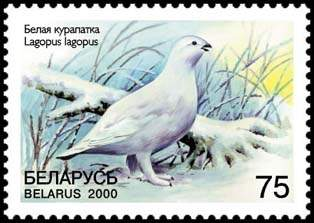
Почтовая марка Белоруссии, 2000

Распространена циркумполярно — водится в Северной Америке и на севере Евразии; есть на Британских островах, также обитает на острове Гренландия. В России встречается от восточного берега Балтийского моря до Камчатки и Сахалина.
Населяет тундру, лесотундру и север таёжной зоны; в лесах встречается преимущественно по моховым болотам; в горах доходит до субальпийского пояса. Особи, живущие на болотистых местностях Англии и особенно Шотландии, вследствие более мягкого климата не изменяют своей окраски, а в течение всего года имеют летнее платье каштаново-бурого цвета с бурыми маховыми перьями и серыми ногами.
С 1955 года является официальным государственным символом штата Аляска (США).

## Образ жизни и питание
Белая куропатка повсеместно привязана к кустарниковой растительности, дающей ей основной корм. Наиболее характерными местами её гнездования являются участки открытой кочковатой тундры, чередующиеся с зарослями ивняка, карликовой берёзы и ягодников. В южных районах белые куропатки обычно оседлы; из северных (тундра, арктические острова) улетают на зимовку на юг. Перелёт идёт по долинам рек — Печоры, Оби, Енисея, Лены, Колымы. С марта куропатки начинают обратное движение к гнездовым местам.
Держится и кормится в основном на земле, взлетает только в крайнем случае. Белая куропатка приспособлена к наземному образу жизни: быстро бегает, благодаря покровительственной окраске искусно затаивается. На большей части ареала она живёт в зимних условиях по 6—9 месяцев в году, зимой большую часть дня проводя в «камерах» под снегом. В суровые зимы вырывает ходы в снегу — отчасти для отыскивания пищи, отчасти для того, чтобы спрятаться от врагов.
Белые куропатки — стайные птицы, разбивающиеся на пары только в период размножения. В большие стаи (до 100—300 птиц) объединяются при сезонных перелётах; зимой обычно держатся стайками по 5—15 птиц.
Питание преимущественно растительное; количество животных кормов у взрослых птиц составляет всего 2—3 % объёма рациона. В зимние месяцы куропатки поедают почки и побеги древесных растений (особенно ив и берёз); летом — листья, семена, ягоды. Птенцы в первые дни жизни кормятся в основном насекомыми.
Белая куропатка имеет нормальную температуру тела 45 °C и сохраняет её даже при сорокаградусном морозе.

## Токование и размножение

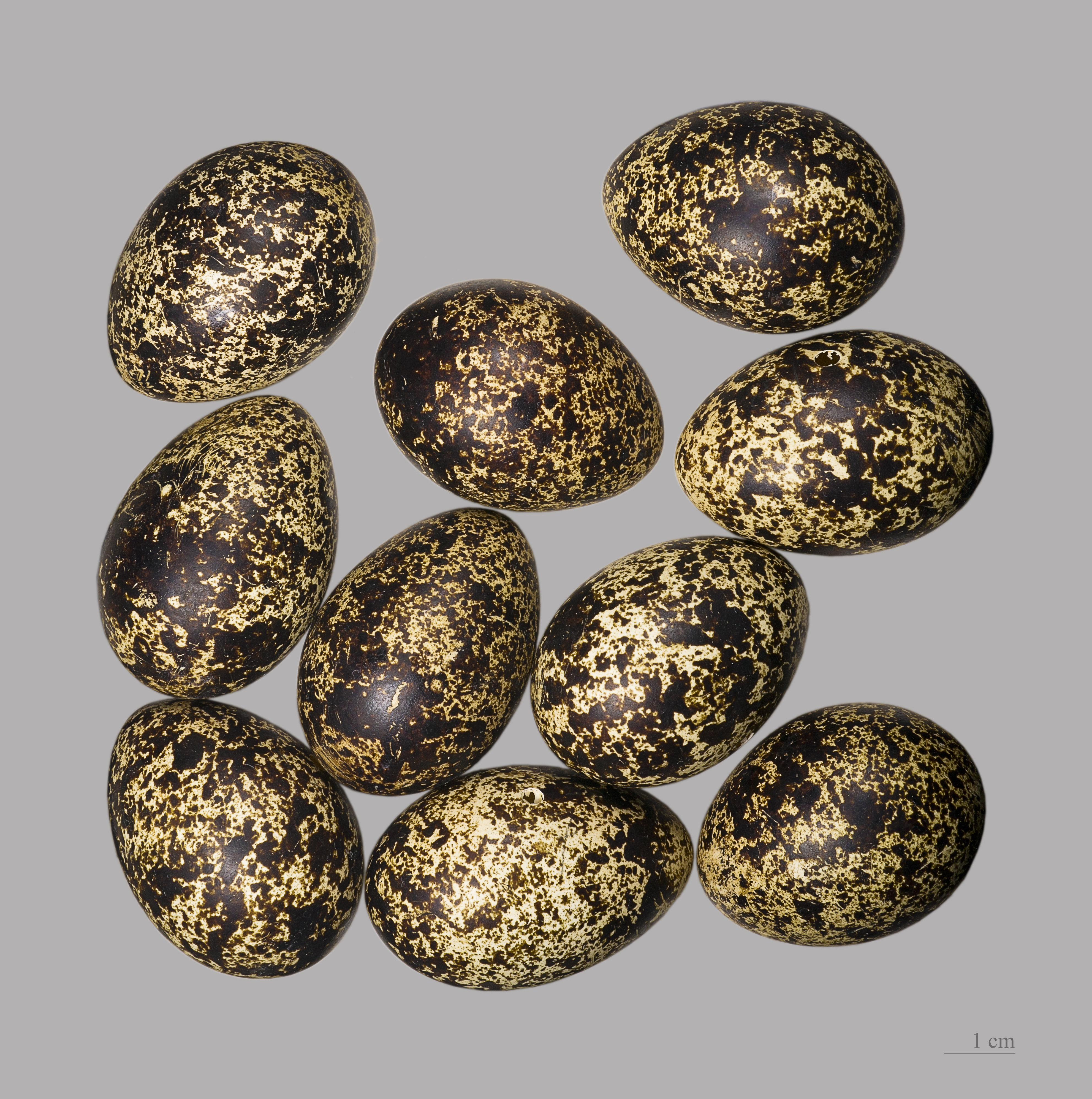
Lagopus lagopus lagopus

По весне птицы рассыпаются по проталинам, и самцы, заняв гнездовую территорию, начинают ухаживать за самками. Между самцами за гнездовые участки возникают ожесточённые драки, иногда со смертельным исходом.
Брачный ритуал белой куропатки включает полет самца с брачной песней, особые крики и ряд поз и движений, выполняемых вблизи самки. Будучи в остальное время молчаливой птицей, весной белая куропатка довольно криклива; в разгар брачного сезона самцы в тундре токуют круглосуточно, особенно интенсивно по утрам и вечерам; самки издают квохчущие звуки. Песня, исполняемая самцом во время токового полёта, состоит из серии гортанных звуков, издаваемых в строгой последовательности: самец молча пролетает над землёй несколько десятков метров, затем взмывает вверх на 15—20 м с вскриком «кок», круто спускается с хохочущей трелью «ке—ке—ке—кррррр» и уже на земле заканчивает песню негромким «кэбе—кэбе—кэбекэбе».
Белые куропатки — моногамные птицы. Окончательно на пары они разбиваются с установлением устойчивой тёплой погоды. Откладка яиц в мае—июне. Самка устраивает гнездо — ямку в земле, выстланную стеблями, ветками и листьями, обычно под защитой кустарников.
В кладке 5—20 грушевидных пёстрых яиц — бледно-желтоватых и охристо-жёлтых с коричневыми пятнами и точками. Самка на гнезде вплотную подпускает человека и при опасности «отводит»; самец охраняет участок. Самка насиживает яйца 21—22 дня.
Выводок самка сразу уводит в более защищённое место; самец держится при них, наравне с самкой проявляя заботу о потомстве. Нередко несколько выводков объединяются в одну кочующую стаю, в которой взрослые птицы сообща защищают птенцов. Родители находятся при птенцах до двухмесячного возраста.
Половой зрелости куропатки достигают в годовалом возрасте.
Там, где белые куропатки и тетерева-косачи живут вместе, иногда происходит скрещивание самцов первых с самками вторых и от этого скрещивания происходят гибридные особи.

## Численность и промысловое значение
Численность белых куропаток изменяется по годам. Установлен 4—5—летний цикл колебаний их численности, которая находится в прямой зависимости от численности леммингов: когда та идёт на убыль, хищники (песец, белая сова) переключаются на белых куропаток.
Из хищников только песец и кречет питаются белыми куропатками регулярно; на птенцов нападают также поморники, бургомистры и серебристые чайки. Среди неблагоприятных для численности факторов большое значение имеет характер погоды в период вылупления птенцов, а также характер весны. Холодные затяжные вёсны часто приводят к тому, что большинство самок вообще не приступают к гнездованию.
В северных районах, особенно в лесотундре, белая куропатка — объект промысловой охоты. Мясо белой куропатки довольно вкусно, и потому в дореволюционной России (до 1917 года) зимой в города привозили множество этих убитых птиц замороженными.
Поголовье белой куропатки значительно сократилось во второй половине XX века. Так например в Ленинградской области еще в середине 40-х годов обитало около 80 000 куропаток а через 30 лет их стало всего 9000.
Белая куропатка мало удобна для разведения в неволе; в вольерах она выживает гораздо хуже остальных тетеревиных птиц.

## Классификация
Выделяют 15 подвидов:
- Lagopus lagopus variegata Salomonsen, 1936
- Lagopus lagopus lagopus (Linnaeus, 1758)
- Lagopus lagopus rossica Serebrovski, 1926 — среднерусская (малочисленный подвид, обитает в Ленинградской, Вологодской, Тверской и Костромской обл., занесен в Красную книгу России) .
- Lagopus lagopus koreni Thayer & Bangs, 1914
- Lagopus lagopus maior Lorenz, 1904 — большая
- Lagopus lagopus brevirostris Hesse, 1912
- Lagopus lagopus kozlowae Portenko, 1931
- Lagopus lagopus sserebrowsky Domaniewski, 1933
- Lagopus lagopus okadai Momiyama, 1928
- Lagopus lagopus alascensis Swarth, 1926
- Lagopus lagopus alexandrae Grinnell, 1909
- Lagopus lagopus leucoptera Taverner, 1932
- Lagopus lagopus alba (Gmelin, 1789)
- Lagopus lagopus ungavus Riley, 1911
- Lagopus lagopus alleni Stejneger, 1884

Подвид Lagopus lagopus scotica (англ. Red Grouse), обитающий в Англии и Шотландии, прежде считали особым видом (L. scoticus).
Большая белая куропатка (Lagopus lagopus maior) занесена в «Перечень объектов животного мира, нуждающихся в особом внимании к их состоянию в природной среде».

## Помесь с рябчиком
Изредка встречается помесь белой куропатки с рябчиком (Tetrastes bonasia). В России такие помеси, встречавшиеся в Олонецкой губернии у Водлозера, были известны зоологу Л. П. Сабанееву (1877). В начале 2020 года исследования ДНК необычных птенцов, обнаруженных в финской Лапландии, также показали, что это помесь рябчика и белой куропатки; в Финляндии это был второй подобный случай — предыдущий был описан в 1855 году.